# Le argentee teste d'uovo
Le argentee teste d'uovo (The Silver Eggheads) è un romanzo di fantascienza pubblicato da Fritz Leiber nel 1961 e uscito in Italia nel 1963 nella traduzione di Roberta Rambelli e con un'introduzione di Enzo Tortora.

## Trama
In uno scenario culturale futuro gli scrittori firmano opere composte da mulini-a-parole e recitano in pubblico i ruoli descritti per loro nelle controcopertine. Solo i robot sanno scrivere sul serio, ma i loro lettori sono robot.
Un giorno però gli scrittori si ribellano e distruggono i mulini-a-parole: la crisi creativa è inevitabile. L'Editrice Pazzi non si agita, perché custodisce un segreto del secolo precedente: le argentee teste d'uovo.